# Éruption explosive

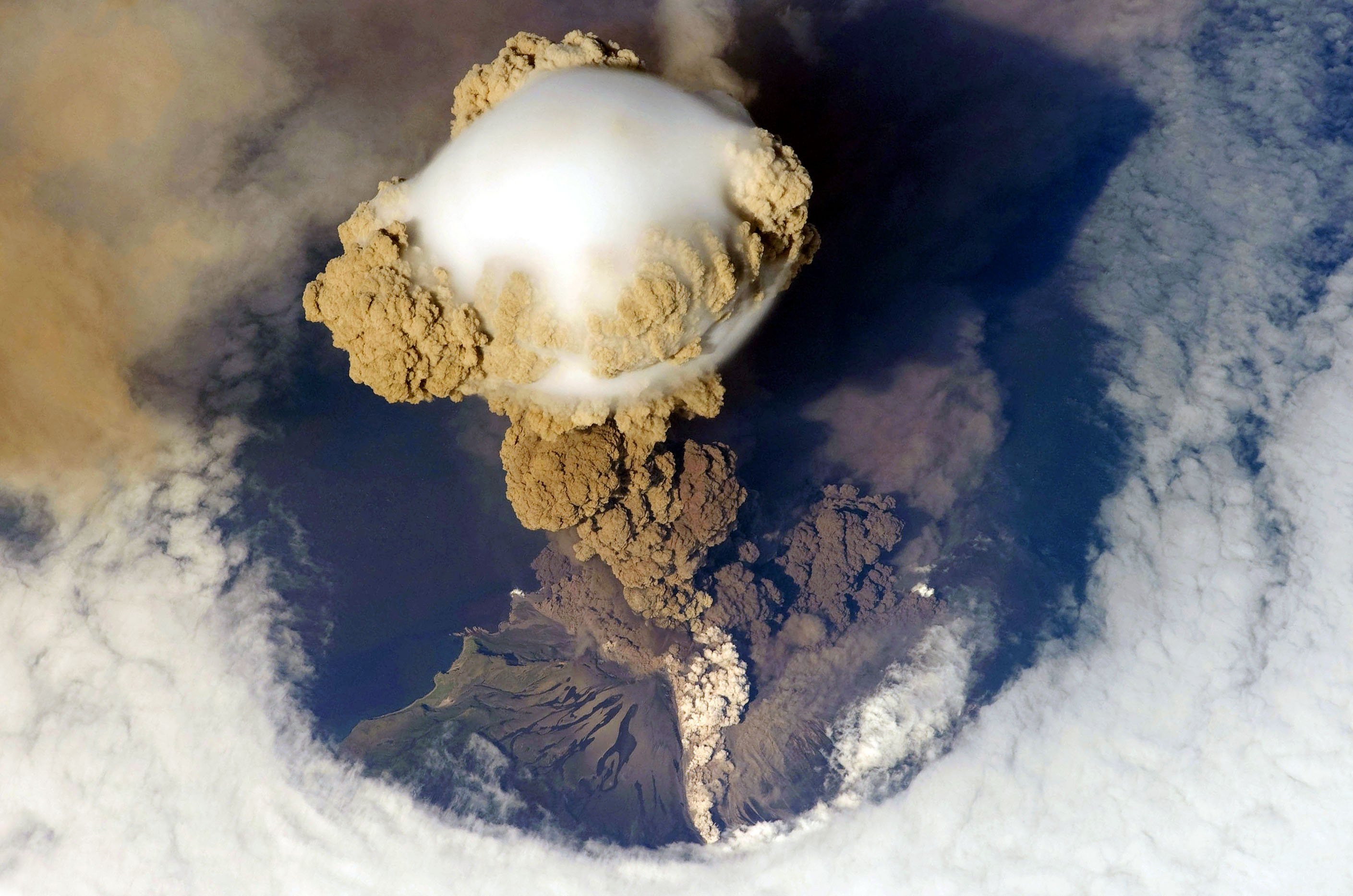
Panache volcanique coiffé d'un pileus s'élevant au-dessus du Sarychev dans les îles Kouriles au cours d'une éruption explosive de type plinienne.

Une éruption explosive est une éruption volcanique caractérisée par l'émission de laves fragmentées dans l'atmosphère, à la différence des éruptions effusives qui émettent principalement des laves fluides sous la forme de coulées. Les éruptions explosives se produisent généralement sur les volcans gris, notamment ceux de la ceinture de feu du Pacifique, mais les volcans rouges peuvent connaître des phases explosives.

## Dynamique

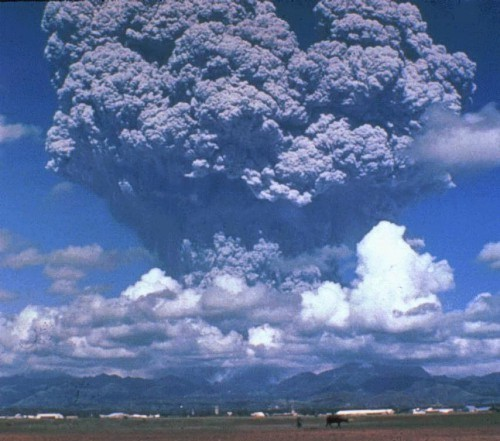
Panache volcanique s'élevant au-dessus du Pinatubo lors de son éruption de 1991.

Une éruption explosive résulte d'une très forte pression dans la chambre magmatique d'un volcan. Quand la pression augmente au-delà du point de rupture des roches constituant le volcan, une éruption explosive se déclenche par l'expulsion brutale du magma et des gaz. La sortie des matériaux se produit généralement dans une zone de faiblesse du volcan : le plus souvent au sommet, parfois sur les flancs du volcan comme ce fut le cas pour le mont Saint Helens en 1980.
Ce type d'éruption concerne les volcans dont le magma est initialement riche en gaz dissous (H2O et CO2) et en silice (andésites et rhyolites, notamment). La richesse en silice induit une viscosité élevée du magma, qui empêche la séparation des gaz volcaniques et leur évacuation vers la surface. La cristallinité du magma (sa proportion de cristaux en suspension) accroît aussi sa viscosité, et peut rendre explosifs des magmas relativement peu riches en silice ou en gaz dissous.
Les matériaux émis sont en très grande majorité fragmentés par les explosions et sont éjectés sous la forme de cendres volcaniques, de blocs de toutes tailles dont des ponces en formant un panache volcanique et des nuées ardentes. Le panache volcanique peut atteindre une cinquantaine de kilomètres d'altitude et les nuées ardentes peuvent parcourir jusqu'à une vingtaine de kilomètres. Si les volumes et les surfaces recouvertes sont plus importants, le phénomène est appelé déferlante pyroclastique comme lors de l'éruption du Novarupta en 1912. La taille des phénomènes volcaniques et la durée de l'éruption dépendent du volume de magma libéré et de sa pression initiale. La présence d'eau souterraine sous la forme d'une nappe phréatique ou en surface comme un lac peut augmenter le pouvoir explosif du magma.

## Types et répartition

### Sur Terre
Les éruptions explosives sont de type vulcanien, péléen, plinien, phréatique, phréato-magmatique, surtseyen, les trois derniers mettant en jeu des quantités d'eau plus ou moins importantes.

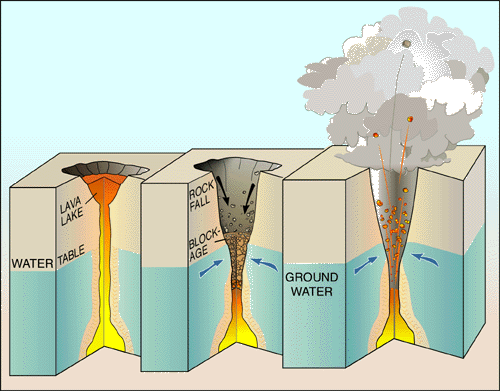
Schéma du processus présumé expliquant les éruptions explosives du Kīlauea à Hawaï.

Elles se produisent dans la très grande majorité des cas sur des volcans gris, notamment ceux de la ceinture de feu du Pacifique. Certaines éruptions explosives se produisent sur des volcans rouges caractérisés par des éruptions effusives. C'est le cas du Kīlauea à Hawaï qui a connu de telles éruptions au cratère du Halemaʻumaʻu comme en 2008, vraisemblablement en raison de l'interaction de lacs de lave avec de l'eau phréatique. Le piton de la Fournaise a connu une éruption explosive en avril 2007 avec l'effondrement du cratère Dolomieu, alors totalement comblé par de la lave.
Les supervolcans sont aussi le siège d'éruptions explosives dont les répercussions vont être mondiales, notamment au niveau du climat, mais dont l'occurrence est de l'ordre de centaines ou de milliers d'années.

### Sur d'autres corps planétaires
Des éruptions explosives sont à l'origine de différents dépôts volcaniques à la surface de la Lune, et notamment de l'anneau sombre qui entoure Mare Orientale.
Sur Mercure, des douzaines de dépôts pyroclastiques, dus à d'anciennes éruptions explosives, ont été identifiés à l'aide des images multispectrales de la sonde MESSENGER. Contrairement à la Lune, les bouches éruptives ne sont pas spatialement corrélées avec les plaines volcaniques, et elles ne le sont pas non plus avec les grands bassins d'impact (à l'exception des bassins Caloris et Tolstoï). Des éruptions explosives se sont produites jusque dans le Mansurien (3,5 à 1 Ga) et le Kuiperien (depuis 1 Ga), mais la plupart des évents sont antérieurs.
Sur Mars, les formations géologiques témoignant d'un volcanisme explosif sont :
- d'anciennes dépressions sans rebord, appelées paterae, souvent sur les sommets de larges élévations topographiques avec des flancs très doux, situées principalement autour du bassin d'impact Hellas Planitia ;
- des champs de cônes de la taille kilométrique, interprétés comme des cônes de scories ;
- des anneaux de tufs et des cônes de tuf ainsi que, dans les basses terres du nord, de vastes ensembles de cônes subkilométriques comportant un cratère sommital (peut-être des cônes sans racines, c'est-à-dire des constructions résultant de l'accumulation de téphras) ;
- des dépôts stratifiés, largement répandus dans les zones équatoriales (par exemple, la formation Medusae Fossae) ;
- des empilements stratifiés de cendres et une possible bombe volcanique, observés par un rover.

Même si certaines interprétations restent sujettes à débat, cet ensemble de formations atteste d'une longue histoire du volcanisme explosif sur Mars.

## Conséquences
Les éruptions explosives sont les plus dangereuses et les plus destructrices. Les phénomènes volcaniques engendrés surviennent parfois brutalement sans permettre à la population de s'y préparer.
Les phénomènes les plus destructeurs sont la nuée ardente et le lahar qui font de nombreuses victimes et provoquent de lourds dégâts. Les projections de blocs et les pluies de cendres peuvent recouvrir des régions sous plusieurs dizaines de centimètres de matériaux, faire s'effondrer les toits des bâtiments, détruire les récoltes, entraîner des insuffisances respiratoires et des irritations oculaires, perturber les transports, notamment aériens, etc.